# Ilhas Virgens Britânicas nos Jogos Pan-Americanos de 1991
As Ilhas Virgens Britânicas competiu na 11º edição dos Jogos Pan-Americanos, realizados na cidade de  Havana, em Cuba.